# Morti nel 1970/Febbraio
| Questa pagina contiene informazioni ricavate automaticamente dalle voci biografiche con l'ausilio del template Bio e di un bot. L'aggiornamento è periodico e automatico e ricostruisce completamente la pagina. Se manca una persona in questa lista, sei pregato di non aggiungerla, ma accertati piuttosto che la sua voce biografica contenga il template Bio e che i dati anagrafici siano correttamente compilati. Se il template Bio manca, inseriscilo tu stesso o, in alternativa, metti l'avviso {{tmp\|Bio}} che ne segnala la mancanza. Se i dati riportati sono sbagliati, correggi direttamente la voce biografica; le modifiche saranno visibili in questa lista entro pochi giorni. Per chiarimenti vedi il progetto biografie. La lista contiene solo le 94 persone che sono citate nell'enciclopedia e per le quali è stato implementato correttamente il template Bio. Pagina aggiornata al 3 mar 2024. |

- 1º febbraio - Blaž Arnič, compositore sloveno (n. 1901)
- 1º febbraio - Eugène Christophe, ciclista su strada e ciclocrossista francese (n. 1885)
- 1º febbraio - Dolly Sisters, ballerina e cantante ungherese (n. 1892)
- 1º febbraio - Alfréd Rényi, matematico ungherese (n. 1921)
- 1º febbraio - Alice Săvulescu, botanica rumena (n. 1905)
- 2 febbraio - Lawrence Gray, attore e cantante statunitense (n. 1898)
- 2 febbraio - Giancarlo Rastelli, cardiochirurgo italiano (n. 1933)
- 2 febbraio - Bertrand Russell, filosofo, logico e matematico britannico (n. 1872)
- 2 febbraio - Marianna Tirelli, collezionista d'arte e scrittrice italiana (n. 1891)
- 2 febbraio - Jaroslav Vogel, direttore d'orchestra, compositore e scrittore ceco (n. 1894)
- 2 febbraio - Ladislao de Gauss, pittore e pubblicitario italiano (n. 1901)
- 3 febbraio - Camillo Artom, medico italiano (n. 1893)
- 3 febbraio - Heinrich Behmann, logico e matematico tedesco (n. 1891)
- 3 febbraio - Beulah Burns, attrice statunitense (n. 1908)
- 3 febbraio - Leif Eriksen, calciatore norvegese (n. 1909)
- 3 febbraio - Eino Railio, ginnasta finlandese (n. 1886)
- 4 febbraio - Louise Bogan, poetessa e critica letteraria statunitense (n. 1897)
- 4 febbraio - Fernando Giaccardi, statistico e economista italiano (n. 1903)
- 4 febbraio - Manuel Hedilla, politico spagnolo (n. 1902)
- 4 febbraio - Louis Laufray, nuotatore e pallanuotista francese (n. 1881)
- 4 febbraio - Winthrop Palmer, hockeista su ghiaccio statunitense (n. 1906)
- 4 febbraio - René Italo Ricolfi Doria, pallanuotista, nuotatore e imprenditore svizzero (n. 1901)
- 5 febbraio - Jay Eaton, attore statunitense (n. 1899)
- 5 febbraio - Eduard Fraenkel, filologo classico tedesco (n. 1888)
- 5 febbraio - Eugenio Montesinos, calciatore spagnolo (n. 1898)
- 6 febbraio - Saverio Fiducia, giornalista italiano (n. 1878)
- 6 febbraio - Roscoe Karns, attore statunitense (n. 1891)
- 6 febbraio - Giulio Maier, politico italiano (n. 1913)
- 7 febbraio - Abe Attell, pugile statunitense (n. 1884)
- 7 febbraio - Keen Johnson, politico statunitense (n. 1896)
- 7 febbraio - Frank Moss, calciatore e allenatore di calcio inglese (n. 1909)
- 7 febbraio - Arno Saarinen, ginnasta finlandese (n. 1884)
- 7 febbraio - Ugo Valperga, imprenditore e dirigente sportivo italiano (n. 1910)
- 8 febbraio - Lester Stoefen, tennista statunitense (n. 1911)
- 8 febbraio - Carlo Schiffrer, storico italiano (n. 1902)
- 9 febbraio - Italo Gariboldi, generale italiano (n. 1879)
- 9 febbraio - Leo Moser, matematico austriaco (n. 1921)
- 9 febbraio - Antenore Negri, siepista italiano (n. 1898)
- 10 febbraio - Helen Kim, educatrice e diplomatica sudcoreana (n. 1899)
- 12 febbraio - Johann Hoffmann, calciatore austriaco (n. 1908)
- 12 febbraio - Andrea Mongelli, basso italiano (n. 1901)
- 12 febbraio - Luigi Pepe Diaz, pittore e scultore italiano (n. 1909)
- 12 febbraio - André Souris, musicista belga (n. 1899)
- 13 febbraio - Hans Jürgen Krahl, filosofo e politico tedesco (n. 1943)
- 13 febbraio - Albert Sharpe, attore irlandese (n. 1885)
- 14 febbraio - Umberto Carpi De Resmini, medico e patologo italiano (n. 1881)
- 14 febbraio - Arthur Edeson, direttore della fotografia statunitense (n. 1891)
- 14 febbraio - Bo Ericson, martellista svedese (n. 1919)
- 14 febbraio - Algar Howard, genealogista, militare e araldista britannico (n. 1880)
- 14 febbraio - Rinaldo Olivazzo, calciatore italiano (n. 1904)
- 14 febbraio - Harry Stradling Sr., direttore della fotografia statunitense (n. 1901)
- 15 febbraio - Hugh Dowding, generale britannico (n. 1882)
- 15 febbraio - Carl Johnson, calciatore statunitense (n. 1892)
- 15 febbraio - Alexandros Khalkokondylis, ginnasta greco (n. 1880)
- 15 febbraio - Dimitrios Loundras, ginnasta greco (n. 1885)
- 16 febbraio - Francis Peyton Rous, medico statunitense (n. 1879)
- 16 febbraio - Carl de Vogt, attore e cantante tedesco (n. 1885)
- 17 febbraio - Shmuel Yosef Agnon, scrittore e poeta israeliano (n. 1888)
- 17 febbraio - Karl Ludwig Felix Machatschki, mineralogista austriaco (n. 1895)
- 17 febbraio - Alfred Newman, compositore e direttore d'orchestra statunitense (n. 1900)
- 17 febbraio - Fernando Schiavetti, politico e giornalista italiano (n. 1892)
- 18 febbraio - Gabriel Le Bras, giurista, sociologo e storico delle religioni francese (n. 1891)
- 18 febbraio - Rudolf von Roman, generale tedesco (n. 1893)
- 19 febbraio - Aage Leidersdorff, schermidore danese (n. 1910)
- 19 febbraio - Gaston Modot, attore francese (n. 1887)
- 19 febbraio - Jules Munshin, cantante, ballerino e attore statunitense (n. 1915)
- 19 febbraio - Adolfo Spiller, calciatore svizzero (n. 1910)
- 20 febbraio - João Café Filho, giornalista, politico e avvocato brasiliano (n. 1899)
- 20 febbraio - Igino Gilbert de Winckels, generale e aviatore italiano (n. 1876)
- 20 febbraio - Albert Wolff, compositore e direttore d'orchestra francese (n. 1884)
- 21 febbraio - Peter Tatsuo Doi, cardinale e arcivescovo cattolico giapponese (n. 1892)
- 21 febbraio - Alberto Viviani, scrittore, poeta e giornalista italiano (n. 1894)
- 21 febbraio - Bernardo de la Guardia, schermidore costaricano (n. 1900)
- 22 febbraio - Renzo Bongiovanni Radice, pittore italiano (n. 1899)
- 22 febbraio - Dora Boothby, tennista britannica (n. 1881)
- 22 febbraio - Michele Gordini, ciclista su strada italiano (n. 1896)
- 22 febbraio - Francesco Guidi, generale e politico italiano (n. 1876)
- 22 febbraio - Emily Vanderbilt Sloane, scrittrice e filantropa statunitense (n. 1874)
- 23 febbraio - Armando Armani, generale e aviatore italiano (n. 1879)
- 23 febbraio - Frank Gerstle, attore statunitense (n. 1915)
- 24 febbraio - Carlo Boiardi, vescovo cattolico italiano (n. 1899)
- 24 febbraio - Charles Austin Gardner, botanico australiano (n. 1896)
- 24 febbraio - Gustaf Holmström, calciatore finlandese (n. 1888)
- 24 febbraio - Conrad Nagel, attore statunitense (n. 1897)
- 25 febbraio - Giovanni Del Curto, politico italiano (n. 1890)
- 25 febbraio - Adalgisa Giana, cantante lirica italiana (n. 1888)
- 25 febbraio - Aurelio Natoli Lamantea, politico e giornalista italiano (n. 1888)
- 25 febbraio - Mark Rothko, pittore statunitense (n. 1903)
- 26 febbraio - Ethel Leginska, musicista, compositrice e direttrice d'orchestra inglese (n. 1886)
- 26 febbraio - Irina Aleksandrovna Romanova, principessa russa (n. 1895)
- 27 febbraio - Reizō Fukuhara, calciatore giapponese (n. 1931)
- 28 febbraio - Norbert Brodine, direttore della fotografia statunitense (n. 1896)
- 28 febbraio - Luigi Menegazzoli, compositore e organista italiano (n. 1880)
- 28 febbraio - Teofilo Spasojević, calciatore jugoslavo (n. 1909)